# Bandana (indumentaria)

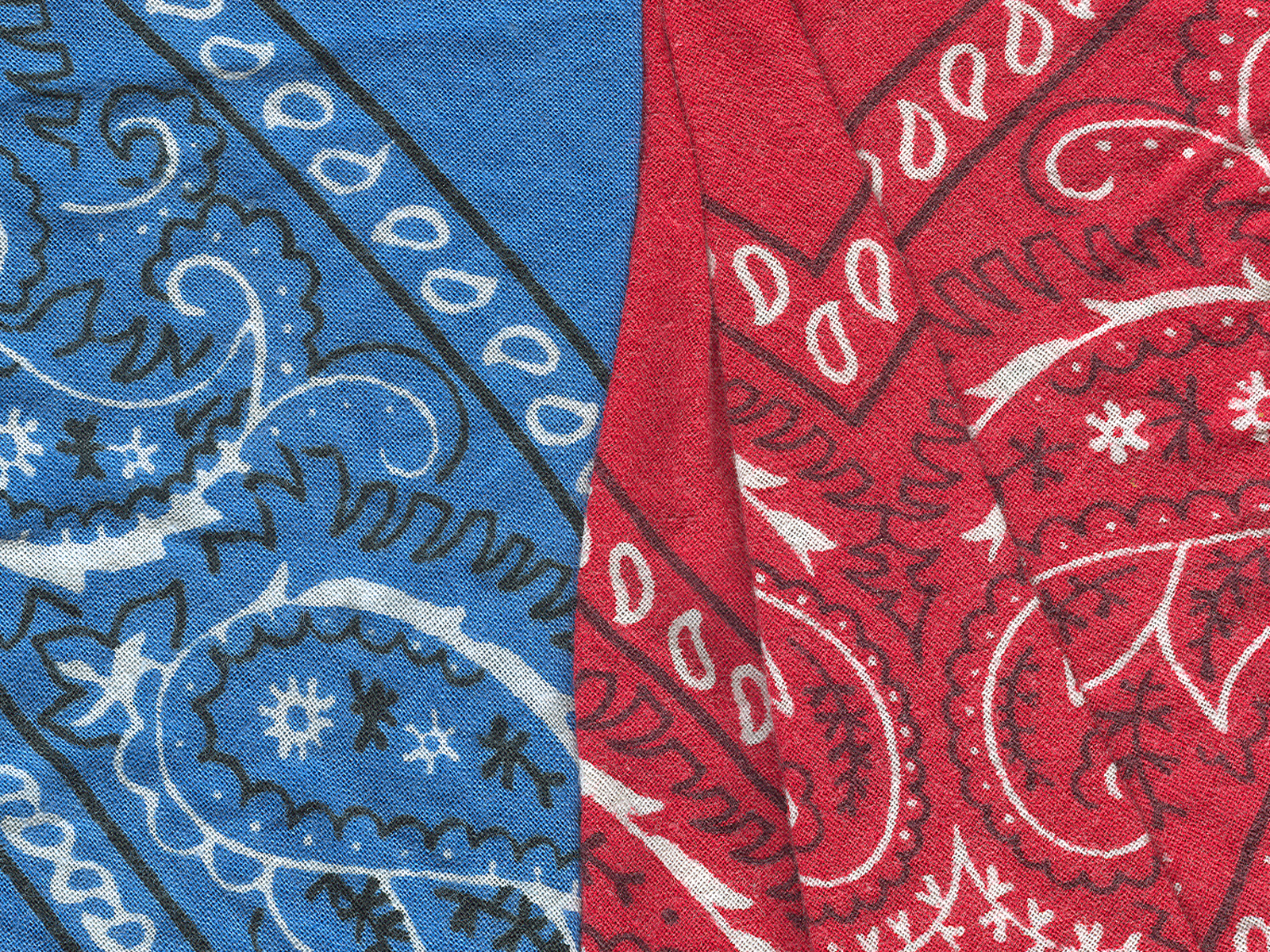
Bandanas de color rojo y azul con tradicionales patrones cachemira son también conocidos como pañoletas.

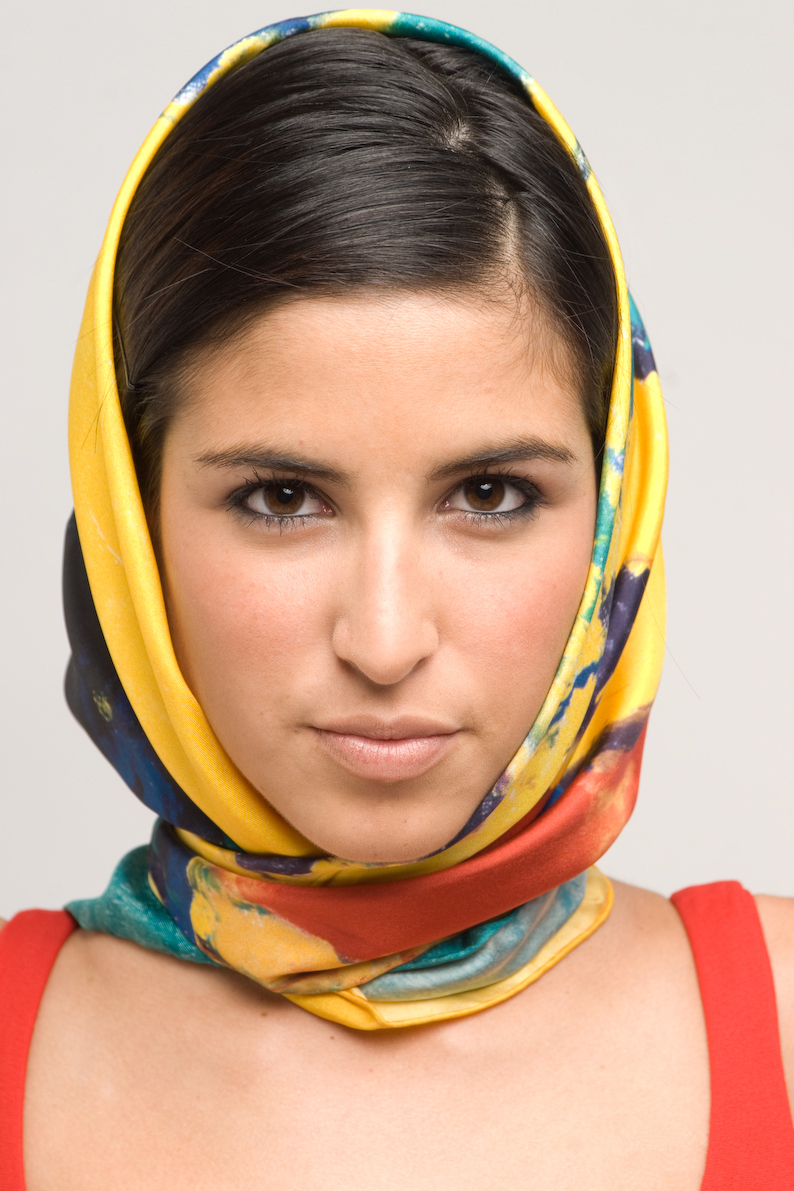
Mujer portando un foulard de seda.

Una bandana (del hindi बन्धन bandhana ‘atar, atadura’) o pañuelo para la cabeza es una pieza triangular o cuadrada de tela, atada alrededor de la cabeza o alrededor del cuello con fines decorativos o protectores.
Puede estar confeccionado con telas de colores sólidos o estampados, preferentemente con imágenes indígenas primitivas, o con estampado tipo cachemira.
La popularidad de los pañuelos de la cabeza puede variar según la cultura o la religión, como entre las mujeres amish, las mujeres judías ortodoxas, las mujeres musulmanas, las mujeres cristianas ortodoxas de edad.
Los pañuelos también se pueden usar alrededor del cuello, como los vaqueros, rancheros, cocineros y otros. En este caso, su función es limpiar la transpiración del rostro y evitar que el polvo y el sudor ensucien el cuello de la camisa.

## Historia
Las bandanas eran utilizadas por los pioneros del Lejano Oeste de Estados Unidos y fueron redescubiertas en los años sesenta y setenta, y se incorporaron finalmente al vestuario de los jóvenes en los ochenta.
Las bandanas también ganaron popularidad con los raperos estadounidenses como Túpac Shakur y Nas en Los Ángeles (California). Estos declaraban que las bandanas representaban un patrimonio cultural de los pueblos esclavos de origen africano. Existen sitios que indican cómo atarse una bandana de la misma manera que los negros africanos
También fue muy popularizada por la película Rocky, en la que el personaje principal, interpretado por Sylvester Stallone, utiliza una bandana durante su entrenamiento.
El tenista brasileño Gustavo Kuerten es un usuario de los famosos pañuelos.

## Código de identificación
Los colores, y a veces los diseños, se pueden usar como un medio de comunicación o identificación, como sucedía en las pandillas californianas como los Bloods, los Crips, los Norteños y los Sureños. En las subculturas de pandillas, el pañuelo puede ser usado en un bolsillo o, en algunos casos, alrededor de la pierna.
A fines de los años ochenta y principios de los noventa, los Bloods y los Crips llevaban pañuelos rojos o azules con diseño cachemira.
En el código de pañuelos de las subculturas sexuales en Estados Unidos, en particular de los varones homosexuales, señalaban sus prácticas sexuales preferidas (activo, pasivo, oso, cazador, etc.) llevando un pañuelo de un color o diseño particular en uno de sus bolsillos.

## En Argentina
Desde 1977, en Buenos Aires, las madres de jóvenes desaparecidos por la Dictadura militar de J. R. Videla, comenzaron a reunirse a protestar en la Plaza de Mayo, frente a la casa de Gobierno. Para reconocerse utilizaban un pañuelo blanco (hecho en un principio con un pañal de los que se usaban en esa época para los bebés, que representaba así a sus hijos). Ese pañuelo se convirtió en el símbolo de las que terminaron siendo conocidas como las Madres de Plaza de Mayo.
También se conoce como Bandana al grupo musical argentino originado en 2001 y disuelto en 2004, reconocidas por interpretar "Muero de amor por ti", canción para la banda sonora de la película "Lilo & Stitch"

## Vincha
La bandana se diferencia de la vincha en que ésta es una cinta gruesa elástica que se coloca de manera más o menos horizontal en la cabeza para evitar que el cabello caiga sobre la cara. Lo suelen utilizar las mujeres y los deportistas de ambos sexos.